# Nothobranchius
Nothobranchius là một chi cá nước ngọt thuộc họ Nothobranchiidae với liên hệ đến Aplocheilidae. Chúng số chủ yếu từ Đông Phi từ Sudan tới Đông Bắc Nam Phi. Loài này gọi chung là cá Killi.

## Các loài
Hiện hành đã có 64 loài thuộc chi này đã được đăng ký
- Nothobranchius albimarginatus Watters, Wildekamp & B. J. Cooper, 1998
- Nothobranchius annectens Watters, Wildekamp & B. J. Cooper, 1998
- Nothobranchius bojiensis Wildekamp & R. Haas, 1992
- Nothobranchius boklundi Valdesalici, 2010
- Nothobranchius brieni Poll, 1938
- Nothobranchius cardinalis Watters, B. J. Cooper & Wildekamp, 2008
- Nothobranchius eggersi Seegers, 1982
- Nothobranchius elongatus Wildekamp, 1982
- Nothobranchius fasciatus Wildekamp & R. Haas, 1992
- Nothobranchius flammicomantis Wildekamp, Watters & Sainthouse, 1998
- Nothobranchius foerschi Wildekamp & Berkenkamp, 1979
- Nothobranchius furzeri R. A. Jubb, 1971
- Nothobranchius fuscotaeniatus Seegers, 1997
- Nothobranchius geminus Wildekamp, Watters & Sainthouse, 2002
- Nothobranchius guentheri (Pfeffer, 1893)
- Nothobranchius hassoni Valdesalici & Wildekamp, 2004
- Nothobranchius hengstleri Valdesalici, 2007
- Nothobranchius interruptus Wildekamp & Berkenkamp, 1979
- Nothobranchius ivanovae Valdesalici, 2012[5]
- Nothobranchius janpapi Wildekamp, 1977
- Nothobranchius jubbi Wildekamp & Berkenkamp, 1979
- Nothobranchius kadleci Reichard, 2010[6]
- Nothobranchius kafuensis Wildekamp & Rosenstock, 1989
- Nothobranchius kardashevi Valdesalici, 2012[5]
- Nothobranchius kilomberoensis Wildekamp, Watters & Sainthouse, 2002
- Nothobranchius kirki R. A. Jubb, 1969
- Nothobranchius korthausae Meinken, 1973
- Nothobranchius krammeri Valdesalici & Hengstler, 2008
- Nothobranchius krysanovi, Shidlovskiy, Watters & Wildekamp, 2010
- Nothobranchius kuhntae (C. G. E. Ahl, 1926)
- Nothobranchius lourensi Wildekamp, 1977
- Nothobranchius lucius Wildekamp, Shidlovskiy & Watters, 2009
- Nothobranchius luekei Seegers, 1984
- Nothobranchius makondorum Wildekamp, Shidlovskiy & Watters, 2009
- Nothobranchius malaissei Wildekamp, 1978
- Nothobranchius melanospilus (Pfeffer, 1896)
- Nothobranchius microlepis (Vinciguerra, 1897)
- Nothobranchius milvertzi Nagy, 2014[4]
- Nothobranchius neumanni (Hilgendorf, 1905)
- Nothobranchius niassa Valdesalici, I. R. Bills, Dorn, Reichwald & Cellerino, 2012[2]
- Nothobranchius nubaensis Valdesalici, Bellemans, Kardashev & Golubtsov, 2009
- Nothobranchius ocellatus (Seegers, 1985)
- Nothobranchius oestergaardi Valdesalici & G. Amato, 2011
- Nothobranchius orthonotus (W. K. H. Peters, 1844)
- Nothobranchius palmqvisti (Lönnberg, 1907)
- Nothobranchius patrizii (Vinciguerra, 1927)
- Nothobranchius pienaari Shidlovskiy, Watters & Wildekamp, 2010
- Nothobranchius polli Wildekamp, 1978
- Nothobranchius rachovii C. G. E. Ahl, 1926
- Nothobranchius robustus C. G. E. Ahl, 1935
- Nothobranchius rosenstocki Valdesalici & Wildekamp, 2005
- Nothobranchius rubripinnis Seegers, 1986
- Nothobranchius rubroreticulatus Blache & Miton, 1960
- Nothobranchius ruudwildekampi W. J. E. M. Costa, 2009
- Nothobranchius seegersi Valdesalici & Kardashev, 2011
- Nothobranchius steinforti Wildekamp, 1977
- Nothobranchius symoensi Wildekamp, 1978
- Nothobranchius taeniopygus Hilgendorf, 1891
- Nothobranchius thierryi (C. G. E. Ahl, 1924)
- Nothobranchius ugandensis Wildekamp, 1994
- Nothobranchius virgatus Chambers, 1984
- Nothobranchius vosseleri C. G. E. Ahl, 1924
- Nothobranchius wattersi Ng'oma, Valdesalici, Reichwald & Cellerino, 2013[3]
- Nothobranchius willerti Wildekamp, 1992